# The Story of Maths
The Story of Maths est une télésérie documentaire britannique qui survole différents aspects de l'histoire des mathématiques. Coproduction de l'Open University et de la BBC, elle a été diffusée en octobre 2008 sur BBC Four. Le scénario a été rédigé et narré par Marcus du Sautoy, professeur à l'université d'Oxford. Les consultants étaient Robin Wilson, Jeremy Gray et June Barrow-Green, universitaires de l'Open University. Kim Duke en est la productrice.

## Épisodes
La télésérie est composée de quatre épisodes : 
1. The Language of the Universe ;
2. The Genius of the East ;
3. The Frontiers of Space ;
4. To Infinity and Beyond.

Du Sautoy explore différents sujets en mathématiques, tels que l'invention du zéro et la conjecture de Riemann. Il « accompagne » le téléspectateur à travers l'histoire des mathématiques et analyse quelques idées mathématiques centrales. Il montre comment les mathématiques soutiennent les sciences, la technologie et la culture qui façonnent notre monde.